# Interkosmos 6
Interkosmos 6 (Indeks COSPAR 1972-027A) – kolejny satelita wystrzelony w ramach programu Interkosmos. Miał on odmienny program badawczy niż dotychczasowe i następne satelity tej serii. Kontynuował badania prowadzone przez wystrzeloną w 1970 rakietę Wertikal-1.

## Misja
Wprowadzony na orbitę 7 kwietnia 1972 roku o godzinie 11:05 czasu GMT. Perygeum znajdowało się na wysokości 203 km, apogeum-256 km, jedno okrążenie wokół Ziemi trwało 89 minut, a nachylenie płaszczyzny orbity miało wartość 51,8°. Interkosmos 6 miał prawdopodobnie masę około 5500 kg. Satelita przeznaczony był do przeprowadzenia badań cząstek pierwotnego promieniowania kosmicznego, składu chemicznego i widma energetycznego promieniowania kosmicznego w zakresie wysokich energii oraz mikrometeoroidów. Do badania promieniowania kosmicznego wykorzystano blok emulsji jądrowej o pojemności 45 litrów oraz kalorymetr jonizujący z elektronowym układem pomiarowym. Umieszczona na pokładzie aparatura o łącznej masie 1070 kg powróciła po czterech dniach na Ziemię, służąc  do dalszych badań. Aparatura została opracowana przez specjalistów radzieckich, czechosłowackich, mongolskich, rumuńskich, węgierskich i polskich. Uczeni mongolscy wzięli pierwszy raz w tego rodzaju eksperymencie. Wkład Polski dotyczył wykorzystania emulsji jądrowej, a jego autorami byli wybitni polscy fizycy z Instytutu Fizyki Jądrowej PAN w Krakowie pod kierownictwem prof. dr. Mariana Mięsowicza i prof. dr. J. Gierula.

Satelita działał i istniał cztery doby